# Higinio Marín
Higinio Marín Escavy (Calasparra, 19 de octubre de 1993) es un futbolista español. Juega de delantero y su club es el Albacete Balompié de la Segunda División de España.

## Trayectoria
Se formó en la cantera del Real Murcia hasta formar parte del Real Murcia Imperial Club de Fútbol, con el que destacó en la Tercera División.[cita requerida] Más tarde, llegó a debutar el 15 de octubre de 2012 en Segunda División contra el C. D. Mirandés. Dos temporadas después recaló en la Cultural Leonesa.
El entrenador culturalista supuso en aquella campaña que no dispondría de minutos, por lo que acabó fichando por La Hoya Lorca.
En enero de 2016 se convirtió en el segundo fichaje del Real Valladolid Promesas en el mercado invernal tras su paso por el UCAM Murcia C. F.
En la temporada 2017-18 pasó a jugar en el C. D. Numancia, entonces en la Segunda División, y estuvo a punto de conseguir el ascenso. En la temporada 2018-19 continuó siendo uno de los delanteros del conjunto soriano.
En agosto de 2020 fichó por el P. F. C. Ludogorets Razgrad. En Bulgaria estuvo año y medio, marchándose cedido a finales de febrero de 2022 al Górnik Zabrze polaco hasta final de temporada.
Tras esos meses en Polonia, el 27 de julio de 2022, regresó al fútbol español y a su Segunda División después de firmar por el Albacete Balompié hasta 2025.

## Clubes
| Club                         | País     | Año       |
| ---------------------------- | -------- | --------- |
| Real Murcia Imperial C. F.   | España   | 2011-2014 |
| Cultural y Deportiva Leonesa | España   | 2014      |
| La Hoya Lorca C. F.          | España   | 2014-2015 |
| UCAM Murcia C. F.            | España   | 2015-2016 |
| Real Valladolid C. F. "B"    | España   | 2016-2017 |
| C. D. Numancia               | España   | 2017-2020 |
| P. F. C. Ludogorets Razgrad  | Bulgaria | 2020-2022 |
| Górnik Zabrze (cedido)       | Polonia  | 2022      |
| Albacete Balompié            | España   | 2022-     |

## Palmarés

### Títulos nacionales
| Título                   | Club                        | País     | Año  |
| ------------------------ | --------------------------- | -------- | ---- |
| Primera Liga de Bulgaria | P. F. C. Ludogorets Razgrad | Bulgaria | 2021 |
| Supercopa de Bulgaria    | P. F. C. Ludogorets Razgrad | Bulgaria | 2021 |